# Concourse Yard

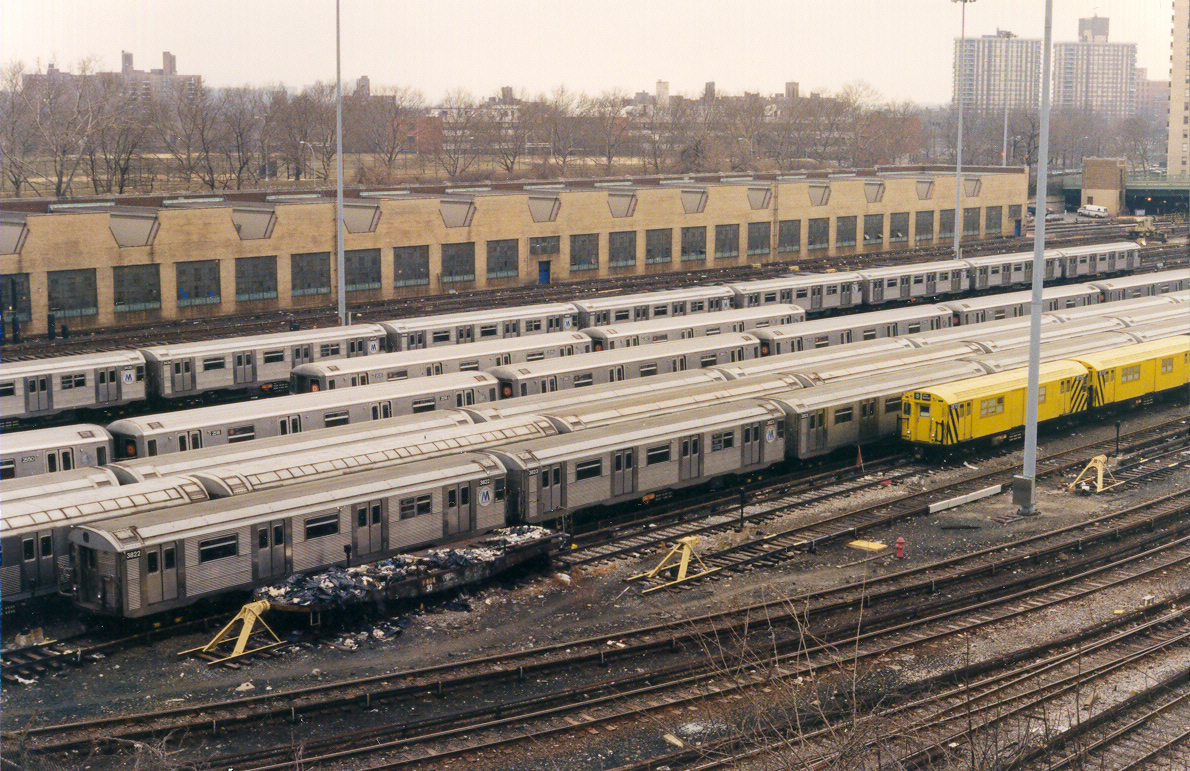
Desde el sureste.

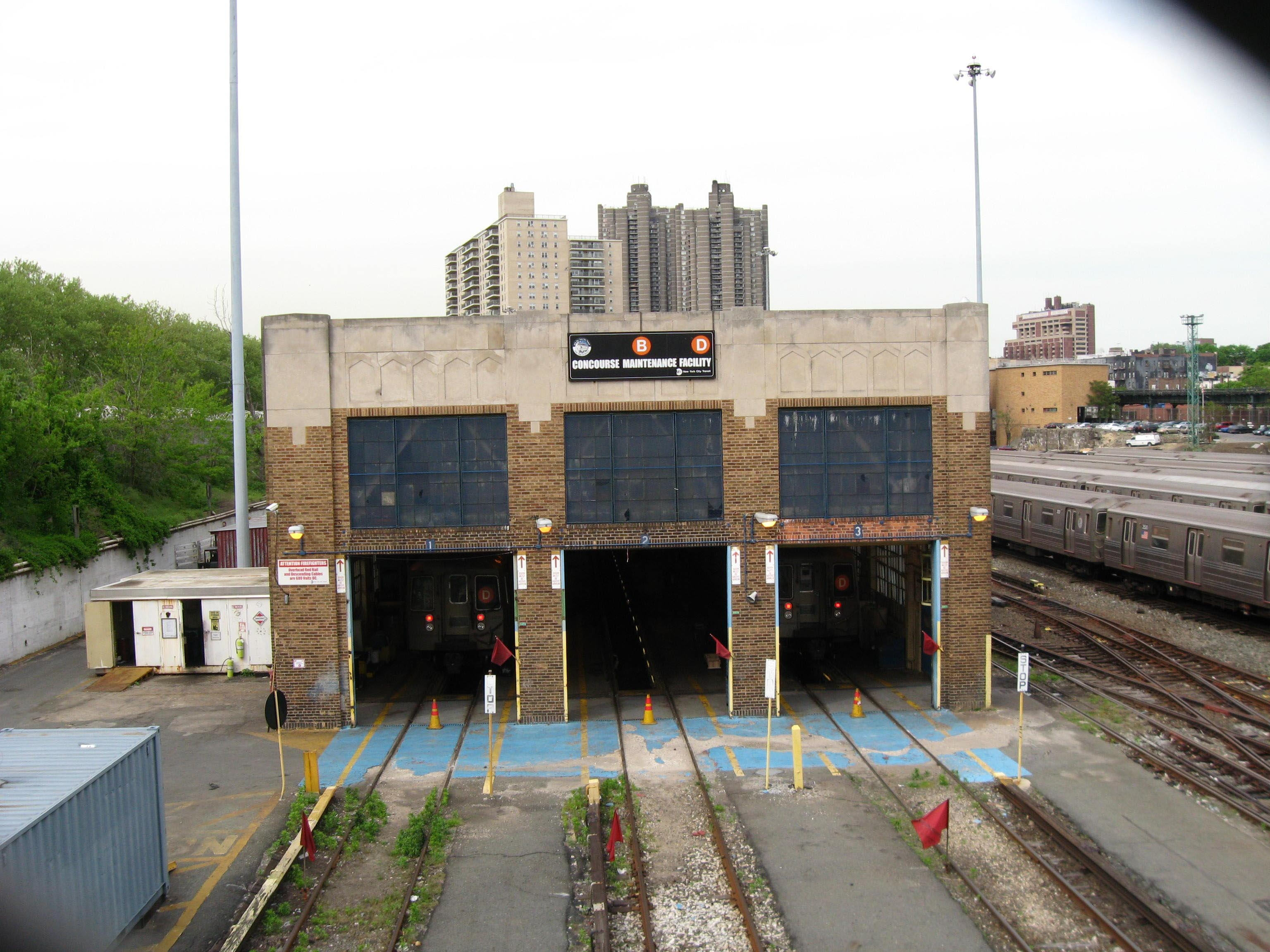
Edificio de mantenimiento.

El Concourse Yard es un patio de maniobras del Metro de Nueva York, usado para almacenar los trenes de los servicios ,  y . Se encuentra localizado en el norte del Bronx cerca de la Calle 205 y la Avenida Jerome. Todos los trenes del servicio  son mantenidos en Concourse, aunque los trenes del servicio  y  son almacenados en otras instalaciones.
Las vías se conectan con la línea Concourse y al sur con la línea de la Avenida Jerome.